# اوتو شوت
اوتو شوت (آلمانی: Otto Schott؛ ۱۷ دسامبر ۱۸۵۱ – ۲۷ اوت ۱۹۳۵) یک شیمی‌دان و مخترع اهل آلمان بود. وی همچنین مخترع شیشه بوروسیلیکات هم بود